# La Cinq
La Cinq var den första privata tv-kanalen i Frankrike. Den skapades av Silvio Berlusconi och byggde på samma koncept som Canale 5 i Italien (och Tele 5 i Spanien, senare). Man hade bland annat samma typsnitt på logotypen. Man inledde sändningarna den 20 februari 1986. Kanalen gick dock allt sämre ekonomiskt och vid midnatt 12 april 1992 upphörde sändningarna. Dess plats togs senare av kulturkanalen Arte och kunskapskanalen La Cinquième (senare France 5).